# Eranno papillifera
Eranno papillifera är en ringmaskart som först beskrevs av Fauvel 1918.  Eranno papillifera ingår i släktet Eranno och familjen Lumbrineridae. Inga underarter finns listade i Catalogue of Life.